# Johan Hammer

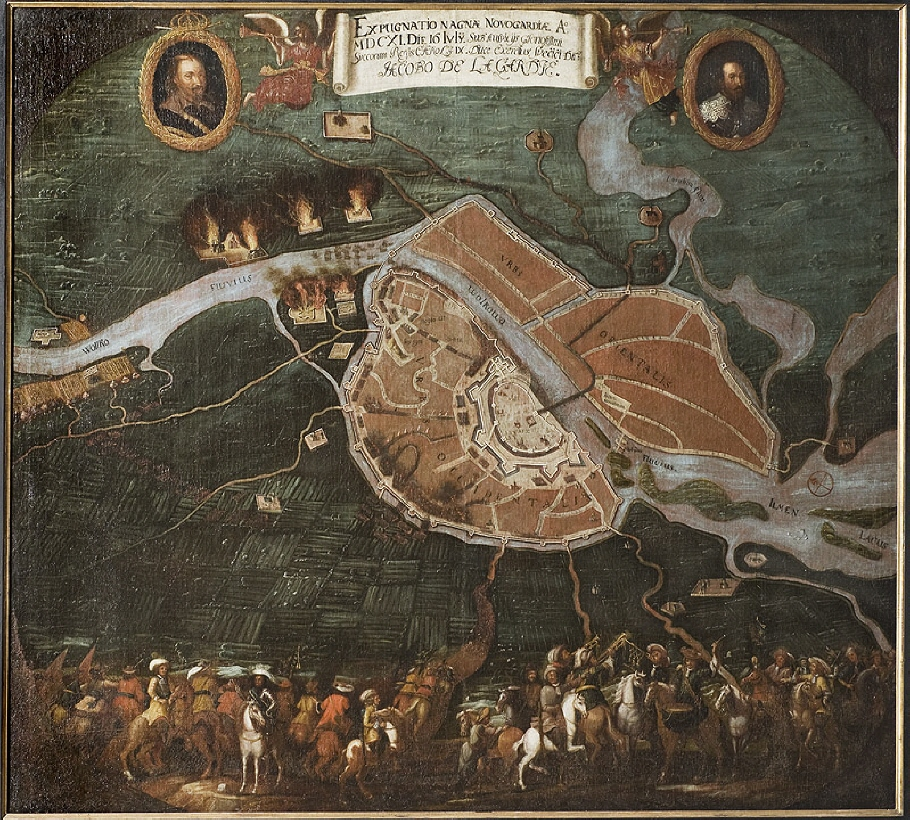
Novgorods belägring målad av Johan Hammer

Johan Hammer, även Hammar, född omkring 1640 i Stralsund, död 1698 i Göteborg, var en svensk miniatyr-, porträtt- och kyrkomålare.

## Biografi
Hammer kom från Tyskland och var möjligen broder till konterfejaren Hans Jurgen Hammar. Han gifte sig 1668 med Elsa Elisabeth Langmarck från Kiel. 
Hammer är omnämnd i Stockholms målareämbetets handlingar som en tysk gesäll verksam i Werner Rölefintz ateljé 1655. Han blev mästare vid Stockholms målarämbetet 1669 efter att han visat upp en framställning med De heliga tre konungarna. Samma år blev han anlitad av Magnus Gabriel De la Gardie, och han arbetade under ett tiotal med målningar vid De la Gardies olika slott och framför allt på Läckö slott. Vid Karlbergs slott utförde han 1677 en plafondmålning i matsalen med motiv från Novgorods belägring 1611. Vid restaureringen av Karlbergs slott 1946 placerades målningen i fortifikationssalen. För Husaby kyrka i Västergötland utförde han 1675 en altartavla. På grund av reduktionen till kronan upphörde arbetena för De la Gardie och Hammer flyttade till Göteborg 1681. Han kom att få stort inflytande över kyrkomåleriet och hans takmålning i Tyska kyrkan, Göteborg blev stilbildande i sin kombination av det kyrkliga med slottsmåleriet och Läcköskolan.
Hammer finns representerad vid bland annat Nationalmuseum i Stockholm. 

## Kyrkliga verk

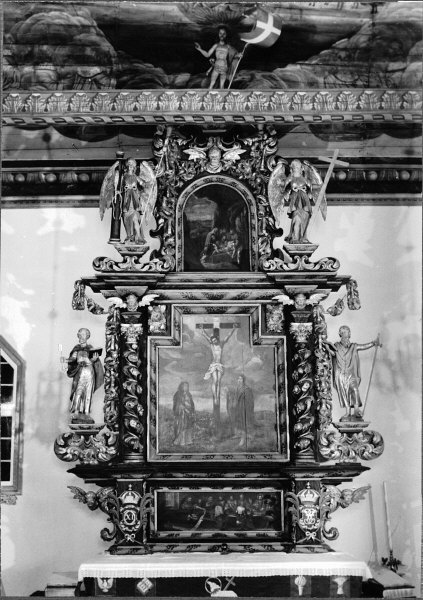
Altaruppsatsen i Kungälvs kyrka

- 1675 Husaby kyrka. Altartavla. Bevarad.
- 1670-talet Tyska kyrkan, Göteborg. Altartavla. Borta efter brand.
- 1682 Tyska kyrkan, Göteborg. Takmålning. Borta efter brand.
- 1683 Kungälvs kyrka. Altaruppsats. Bevarad.
- 1691 Björlanda kyrka. Takmålning. Försvunnen.
- 1695 Bro kyrka, Bohuslän. Altartavla. Bevarad.